# Borujen
Borūjen (farsi بُروجـِن ) è il capoluogo dello shahrestān di Borujen, circoscrizione Centrale, nella provincia di Chahar Mahal e Bakhtiari.